# George White Buggy Company
Die George White Buggy Company war ein US-amerikanischer Hersteller von Kutschen und Fuhrwerken sowie eines nur 1909 angebotenen Automobils.

## George O. White
Der Kutschenbauer George Oscar White hatte sich in den 1880er Jahren in Greenville (Pennsylvania) selbständig gemacht und wurde 1886 nach Moline (Illinois) geholt, wo er Geschäftsführer und Aufsichtsrat der J. H. Wilson Moline Buggy Company wurde, einem Hersteller von Fuhrwerken und Kutschen für den Personentransport (Buggies, Phaetons und Surreys). Mit den Bankiers und Unternehmern Philemon Libby Mitchell († 1895) und Frank Mixter (1853–1934) als Investoren machte sich White 1891 selbständig und gründete die Rock Island Buggy Company. Mitchell und Mixter besaßen bereits die State Bank of Rock Island, die Rock Island Stove Company und die Rock Island Glass Works und hielten Interessen an der Republic Oil Refining Company sowie den Rock Island Children’s Carriage Works. Sie gehörten außerdem zu den Organisatoren der öffentlichen Pferdebahn Moline and Rock Island Horse Railway (später Davenport and Rock Island Street Railway System).

## George White Buggy Company
1896 schied White aus diesem Unternehmen aus und gründete in Rock Island (Illinois) die George White Buggy Company. Das Unternehmen expandierte schnell und wuchs mit etwa 3000 gebauten Pferde-Buggies 1899 zu einem der Branchenführer im Mittleren Westen. Der erfolgreiche Geschäftsmann kaufte 1903 das Wohnhaus 23. Straße Nr. 603 in Rock Island und baute es im Kolonialstil um. Das Gebäude ist erhalten.

## Highwheeler
1909 richtete das Unternehmen eine Abteilung für den Bau von Automobilen ein. Der George White war ein Highwheeler mit eisenbereiften Kutschenrädern von 36 Zoll (91,5 cm) Durchmesser vorn und 38 Zoll (96,5 cm) hinten. Die meisten Highwheeler waren recht krude, in der Regel kutschenähnliche Fahrzeuge. Die mit ihren namengebenden, riesigen Holzspeichenrädern ausgestatteten Automobile erlebten ihre Blütezeit zwischen etwa 1907 und 1912. Gedacht waren sie für die unbefestigten Wege außerhalb von Ortschaften.
Der George White war aufwendiger konstruiert als ein typischer Highwheeler; modern waren die Verwendung eines Fahrgestells aus Stahl anstelle von armiertem Holz, ebenso die Position des Motors vorn unter einer Motorhaube anstatt unter dem Fahrersitz, und Magnetzündung. Für die Kraftübertragung mittels Zweigang-Planetengetriebe wurde nicht die übliche Antriebskette verwendet (manche Highwheeler hatten zwei), sondern eine Kardanwelle, die überdies in einem Rohr geführt wurde. Der klassenübliche Zweizylindermotor war ein Viertakt-Boxer mit Luftkühlung unbekannter Herkunft. Der Motor leistete 14 PS.
Abgesehen von den Rädern kam das Fahrzeug konventionellen Konstruktionen aus dieser Zeit nahe. Es war ein Rechtslenker mit außen liegender Schaltung und Bremse. Bekannt ist, dass vier Karosserieversionen angeboten wurden, wovon ein Zweisitzer und ein Surrey belegt sind.
Anvisiert wurde interessanterweise eine eher städtische Kundschaft, die man in Chicago zu finden hoffte. Das Unternehmen scheint schnell das Interesse an diesem Fahrzeug verloren zu haben; obwohl noch im Juli 1909 eine Ausweitung der Produktion angekündigt worden war, wurde es bereits 1910 nicht mehr angeboten.
Gelegentlich wird das Auto auch als White aufgeführt, was zu Verwechslungen mit den gleichnamigen Automobilen und Nutzfahrzeugen der White Motor Company führen kann.

## White’s Permanent Top
George White verfolgte aber bereits wenig später eine andere Idee im Automobilbereich: Das White’s Permanent Top. Lieferbar für die Roadster- und Touring-Versionen des Ford Modell T, ersetzte es deren ab Werk geliefertes Stoffverdeck. Es war fest montiert; die mit Mohair ausgeschlagene Konstruktion bestand aus dem Dach selber sowie abnehmbaren Türen und Seitenscheiben aus Glas. Im Winter entsprach der Wetterschutz somit annähernd jenem eines Sedan, im Sommer konnten die Seitenscheiben entfernt und die originalen Türen eingesetzt werden.
Das White-Dach war recht aufwendig konstruiert und bot einen textilen Dachbezug. Im Gegensatz zur Standard-Tür hatte jene von White auch innen Griffe. Die Türrahmen waren mit Mohair verkleidet. Das hatte seinen Preis: Das Dach kostete für einen Roadster der Baujahre 1913 bis 1916 US$ 50, für ein Touring der Baujahre 1913–1914 US$ 65 und für eines von 1915 bis 1916 US 67,50. Der Listenpreis für einen neuen Ford lag Ende 1916 bei nur noch US$ 345 (Roadster) resp. US$ 360 für den dreitürigen Touring.
Später produzierte das Unternehmen auch Autobatterien.